# De knutna händerna
De knutna händerna är en roman av Vilhelm Moberg. Boken utkom i sin första utgåva 1930.

## Handling
Det är den andra delen i serien om Adolf i Ulvaskog och följer Långt från landsvägen. Den utspelar sig i Småland på 1920-talet, där Adolf lever på en gård tillsammans med sin ogifta syster och sina fyra barn.